# Colin Rösler
Colin Rösler (Berlijn, 22 april 2000) is een Noors–Engels voetballer, die bij voorkeur als centrale verdediger speelt. Hij tekende in augustus 2019 een contract tot medio 2022 bij NAC Breda, dat hem transfervrij overnam van Manchester City.

## Loopbaan in het clubvoetbal
Colin Rösler's moeder komt uit Noorwegen,  zijn vader is Duits. Colin werd geboren in Berlijn toen zijn vader Uwe, een voormalig voetballer, speelde voor Tennis Borussia Berlin, vroeger een tweedeklasser. Uwe Rösler werd later lid van Southampton FC en zijn zoon Colin kwam daarna in de voetbalacademie van de club. Na een paar maanden in Duitsland bij SpVgg Unterhaching, ging vader Uwe naar Noorwegen om voor Lillestrøm SK te spelen. In Noorwegen kwam Colin Rösler bij het jeugdteam van Viking FK uit Stavanger voordat hij met zijn moeder naar Engeland ging, terwijl zijn vader Uwe vanaf augustus een paar maanden Molde FK coachte en daarna zijn familie naar Engeland volgde. Daar speelde Colin nu voor de jeugdteams van Manchester City.
In augustus 2019 trad Colin Rösler in dienst bij NAC Breda in Nederland en tekende een contract dat loopt tot 30 juni 2022.

## Loopbaan in nationale voetbalelftal
Colin Rösler heeft gespeeld voor het Noorse nationale onder-15 elftal, voordat hij besloot voor Engelse nationale elftallen te gaan spelen. Hij heeft opgetreden voor het Engelse nationale onder-16 elftal, voordat hij terugkeerde naar de Noorse nationale elftal en speelde voor het nationale onder-16 elftal. Daarna heeft Rösler nog appereances voor het onder-17 elftal, voor het onder-18 elftal van Noorwegen en voor het Noorse onder-19 elftal.

## Pagina's over Colin Rösler
- Colin Rösler's profiel op de Voetbalbond van Noorwegen pagina

1 Kortsmit ·
2 Lucassen ·
4 Kemper ·
5 Van den Bergh  ·
6 Staring ·
7 Garbett ·
8 Leemans ·
9 Kostorz ·
10 Ómarsson ·
11 Paula ·
12 Greiml ·
14 Kaied ·
15 Mahmutović ·
16 Balard ·
17 Kuijpers ·
18 Van Reeuwijk ·
19 Fernandes ·
20 Oldrup Jensen ·
23 Kongolo ·
25 Valerius ·
28 Mol ·
29 Van Hooijdonk ·
30 Versluis ·
31 Lamprou ·
37 Van Lare ·
39 Janošek ·
44 Busi ·
55 Sowah ·
77 Sauer ·
99 Bielica ·
Coach: Hoefkens
· Assistent-trainer: Güvenç
· Assistent-trainer: Kaczmarek
· Keeperstrainer: Babos